# Дороті Ешбі
До́роті Джин Е́шбі (англ. Dorothy Jeanne Ashby), до шлюбу То́мпсон (англ. Thompson; 6 серпня 1932, Детройт, Мічиган — 13 квітня 1986, Санта-Моніка, Каліфорнія) — американська джазова арфістка і композиторка.

## Біографія
Народилася 6 серпня 1932 року в Детройті (штат Мічиган). Батько — Віллі Томпсон, був гітаристом-самоуком, дав перші уроки грі на арфі. Пізніше навчалася у вищій технічній школі Кесс в Детройті, потім відвідувала Університет Вейна, де вивчала фортепіано і музичну освіту. Займалась вокалом, співала фольк-пісні на місцевому радіо. Грала на фортепіано у хорі, на арфі в оркестрі Вейна.
У 1953 році, через рік як придбала арфу, почала грати професійно в клубі у Філадельфії. Концертувала з Луї Армстронгом, Вуді Германом у 1957 році. В основному працювала у детройтських клубах, іноді в Нью-Йорку. З 1956 по 1970 роки записувалась як лідерка на лейблах Savoy, Prestige, New Jazz, Argo, Jazzland, Atlantic і Cadet. 1960-х роках вела власне джазове ток-шоу на радіо WJR в Детройті. Написала книгу про джаз і сучасну гармонію для арфи та віолончелі. У 1970-х переїхала до Каліфорнії, де працювала сесійною музиканткою, записувалась зі Стенлі Террентайном, Сонні Кріссом та ін.
Померла від раку 13 квітня 1986 року в Санта-Моніці (штат Каліфорнія) у віці 55 років.

## Дискографія
- The Jazz Harpist (Regent, 1957)
- Hip Harp (Prestige, 1958) з Френком Вессом
- In a Minor Groove (New Jazz, 1958) з Френком Вессом
- Soft Winds (Jazzland, 1961)
- Dorothy Ashby (Argo, 1962)
- The Fantastic Jazz Harp of Dorothy Ashby (Atlantic, 1965)
- Afro-Harping (Cadet, 1968)
- Dorothy's Harp (Cadet, 1969)
- The Rubaiyat of Dorothy Ashby (Cadet, 1970)
- Django/Misty (Philips, 1984)
- Concierto de Aranjuez (Philips, 1984)